# قزل بلاغ (تشالدران)
قزل‌ بلاغ (بالفارسية: قزل‌بلاغ) هي قرية تقع في أذربيجان الغربية في إيران. يقدر عدد سكانها بـ 360 نسمة .